# Sexfantasi
| Sexfantasi |
| --- |
| Sexuell fantasi enligt Édouard-Henri Avril. - Betydelse – fantasi med sexuellt innehåll - Bakgrund – inre bild eller mönster, hämtad ur tankar, minnen eller extern påverkan - Användning – medel till sexuell upphetsning (som vid onani eller samlag) |

En sexfantasi eller sexuell fantasi är, mest allmänt, en fantasi med sexuellt innehåll. Det kan vara fantiserande om något man varit med om, något man skulle vilja göra eller något man inte skulle vilja göra (men där tankarna om en ofta "förbjuden" handling kan göra en upphetsad).
Sexfantasier kan användas för sexuell upphetsning vid onani. De kan vara inspirerade av verkliga minnen, pornografi eller attraktion till någon känd eller okänd person. De kan också utvecklas under klardrömmar. Allt som kan generera sexuell upphetsning kan producera en sexfantasi.
Sexuella fantasier är ett närmast universellt mänskligt fenomen. Däremot är karaktären på fantasierna, och benägenheten att omsätta dem i praktiken, ofta kulturbundet.

## Vanligaste fantasierna
En svensk undersökning från 2018 visade att det var vanligare med samkönade sexfantasier (att man fantiserar om personer av sitt eget kön) bland kvinnor än bland män. Sökord hos konsumenter av pornografi visar att kvinnor ofta letar efter lesbiskt (engelska: lesbian), trekant (threesome) eller fontänorgasm (squirt).
I tabellen nedan listas vanliga sexfantasier enligt en kanadensisk undersökning från 2014. Känslan av romantik/kärlek under en sexuell relation var den vanligaste fantasin, men även stämningar, ovanliga platser, oralsex och få/ge onani samt sex med annan än sin partner var vanliga svar i undersökningen. Drygt 95 till cirka 70 procent av de svarande kvinnorna hade fantiserat om något av de tio vanligaste alternativen, medan drygt 90 till drygt 90 procent av männen hade gjort motsvarande.
| Kvinnor                        | Män                            |
| ------------------------------ | ------------------------------ |
| 1. romantik                    | 1. romantik                    |
| 2. särskild stämning och plats | 2. oralsex                     |
| 3. sex på romantisk plats      | 3. trekant med två kvinnor     |
| 4. sex på ovanlig plats        | 4. sex med annan än partner    |
| 5. oralsex                     | 5. sex på ovanlig plats        |
| 6. bli masturberad av partner  | 6. se lesbiskt sex             |
| 7. ge fellatio                 | 7. särskild stämning och plats |
| 8. ge masturbation             | 8. ejakulera på partner        |
| 9. sex med annan än partner    | 9. sex på romantisk plats      |
| 10. bli sexuellt dominerad     | 10. ge cunnilingus             |

En annan listning av de fem vanligaste kvinnliga sexfantasierna nämner sex med en annan kvinna, att bli utsatt för sexuellt våld och dominans, ha gruppsex och sex med mycket yngre eller äldre partner. Bland småbarnsmödrar är den vanligaste sexfantasin dock att kunna få sova en hel natt ostörd. Det anses att män har en större önskan att få leva ut sina sexfantasier i verkligheten än kvinnor.

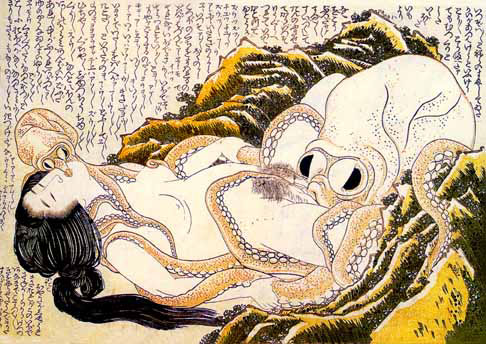
Representation av en erotisk fantasi (i form av tentakelerotik), tecknad av Hokusai

Ytterligare en undersökning från 2019, bland drygt 4000 amerikaner, visade att 89 procent av respondenterna fantiserade om sex med flera personer. 65 procent av de intervjuade hade BDSM-liknande fantasier, och många fantiserade även om äventyrligt sex. 79 procent av männen och 62 procent av kvinnor fantiserade om att leva i en öppen relation, medan 58 procent fantiserade om att se på när deras partner hade sex med andra (cuckolding). 59 procent av de heterosexuella kvinnorna och 26 procent av de heterosexuella männen hade fantasier om sex med någon av samma kön.

## Fantasier och mönster
Sexfantasier är relaterade till sexuella tändningsmönster – former för hur en individ kan bli sexuellt upphetsad. Dessa kan vara i linje med majoriteten av befolkningen eller avvikande på något sätt, och de kan begränsa individens sexuella handlingsfrihet eller vara en del av personens sexuella "repertoar". Tändningsmönster förklaras ibland som en del av intrapsykiska skript eller manus (en sorts sexuella manus).
Sexuella fantasier och tändningsmönster kan orsaka skamkänslor hos individen, särskilt när de handlar om saker som av samhället ses som opassande eller är olagliga.

### Dominans och makt
Information omkring folks sexfantasier kan ibland överraska, och exempelvis är fantasier om att bli dominerade sexuellt eller dominera vanliga hos både män och kvinnor. Det motsäger uppfattningen att BDSM-praktiker endast lockar en mycket liten minoritet av befolkningen. Betydelsen av filmer som Fifty Shades of Grey nämns ofta som viktiga för att synliggöra annars tabubelagda sexuella fantasier, och konsumtion av pornografi (som ofta fungerar som iscensättande av konsumentens sexuella fantasier) kan förstärka dessa idéer.
En sexfantasi är en tanke omkring en sexuell aktivitet. Man kan vilja förverkliga den, för att se om den kan utöka ens sexuella repertoar. Men man kan också vilja behålla den som en fantasi, som en upphetsande tanke som man aldrig skulle vilja leva ut i praktiken. Till den senare typen finns ofta sexuella fantasier som inkluderar våld, tvång och fysiska risker; fantasier om att bli våldtagen kan vara sexuellt eggande, men det har inget samband med den traumatiska upplevelsen av att verkligen bli våldtagen. Å andra sidan finns det människor som lever ut liknande fantasier omkring dominans, utsatthet och våld i form av BDSM-lekar, där så kallad våldtäktslek (engelska: rape play) är en typ av sexuellt rollspel – i ett tryggt sammanhang och med fasta spelregler. Våldtäktsfantasier anses vara vanligast hos äventyrliga och erotiskt öppna kvinnor som kan dagdrömma otvunget om situationer de inte vill se förverkligade.
BDSM-liknande fantasier anses ha likheter med en lust att se skräckfilmer; kombinationen av lust utifrån negativa känslor är det gemensamma kännetecknet. Liknande lustkänslor, med eller utan koppling till rädsla, kan uppstå när man åker bergochdalbana eller hoppar fallskärm. Att befinna sig i dessa objektivt sätt farliga situationer får hjärnan att utsöndra en kemisk "cocktail" av endorfin, dopamin och andra hormoner. På engelska diskuteras denna motsägelsefulla koppling som en peak experience. En del anser att den är kopplad till en viktig mänsklig drivkraft, endast lite mindre viktig än de grundläggande kroppsliga behoven. Denna peak experience kan kännas som en andlig och helande upplevelse.

### Andra fantasier
Fantasier kring gruppsex kan tolkas som en ökad känsla av att bli bekräftad. Individens sexuella kraft bekräftas genom möjligheten att samtidigt kunna vara med flera personer, och tanken på den kollektiva aktiviteten kan ge en känsla av sex som en mer legitim, accepterad, normaliserad och intensiv upplevelse.
Äventyrligt sex är särskilt vanlig bland kvinnor. Det anses ha koppling till den mänskliga nyfikenheten, tankevärlden och kreativiteten. Risktagandet, att göra något som kan anses tabu, är upphetsande för många. Även fantasier om sex om personer av ett kön som man normalt inte har sex med, handlar om ett drömmande om att passera gränsen in på "det otillåtnas" territorium.
Fantasier om öppna relationer eller att se partnern ha sex med någon annan kan kombinera en bekräftelse av den stabila parrelationen med en önskan om frihet, hemmahörighet och självständighet.
Sexuella fantasier om analsex är vanliga hos både män och kvinnor. Fantasin kan vanligen förklaras genom att många har en föreställning om hur analsex ska kännas och därför vill utforska det. Att analsex av många anses vara tabu är något som också kan bidra till lockelsen. Män fantiserar inte enbart om att ge, utan även om att ta emot analsex, något som oftast grundar sig i att man vill veta hur det känns att få sin prostata stimulerad. Heterosexuella män kan utforska detta genom pegging.